# 世界婚姻日
世界婚姻日（World Marriage Day）是由美國組織天主教世界夫婦懇談會贊助的活動，和天主教的夫婦懇談會運動有關，時間是在每年二月的第二個週日。世界婚姻日的目的是「表彰夫妻為家庭的基礎、社會的基本單位，向每天生活中婚姻的忠誠、犧牲及快樂致敬。」
世界婚姻日的前身是「我們相信婚姻日」（We Believe in Marriage Day），是在1981年路易斯安那州Baton Rouge市有一群夫妻提出希望有一個紀念婚姻的日子，由州長及天主教會主教宣佈「我們相信婚姻日」為2月14日，隔年全美有43州都宣告此節日，在1983年將名稱改為世界婚姻日，日期改為二月第二個週日。